# Landolphia tenuis
Landolphia tenuis là một loài thực vật có hoa trong họ La bố ma. Loài này được Jum. mô tả khoa học đầu tiên năm 1901.